# Songs From the Pocket
Songs From the Pocket är et musikalbum med Jørun Bøgeberg, utgivet 1996 av skivbolaget Norsk Plateproduksjon.

## Låtlista
1. "Everything Will Work Out Fine" – 3:24
2. "I Got a Woman (She's Got That Certain Something) – 5:02
3. "We Have Grown" – 4:25
4. "Never Hear That Laugh" – 5:04
5. "Place In Your Heart" – 4:41
6. "Down to the Silver" – 7:30
7. "Dreamland of My Soul" – 4:03
8. "Sweet Little Angel" – 4:33
9. "Hold Me Tonight" – 5:08
10. "As Trains Go By" – 9:40

- Alla låtar skrivna av Jørun Bøgeberg.

## Medverkande
Musiker
- Jørun Bøgeberg – sång, gitarr, mandolin, harmonium, piano, basgitarr, sitar, arrangement
- Knut Reiersrud – gitarr
- Tor Inge Rishaug – gitarr
- Børge Petersen-Øverleir – gitarr
- Terje Kinn – banjo
- Anders Engen – trummor, cymbal, surdo
- Per Hillestad – trummor
- Rune Arnesen – trummor, percussion, tom-tom-tromme
- Egon Olsen – sång (på "Hold Me Tonight"), trummor, koskälla, bongotrummor
- Rune Nicolaysen – saxofon
- Rune Glimsdal – harmonium
- Carsten Loly – sång (på "I Got a Woman (She's Got That Certain Something)")
- Odd René Andersen – sång (på "I Got a Woman (She's Got That Certain Something)")
- Lynni Treekrem – sång (på "We Have Grown")
- Morten Harket – sång (på "Never Hear That Laugh")
- Herman Bøgeberg – sång (på "Sweet Little Angel")
- Deborah Girnius – sång (på "Down to the Silver", "Sweet Little Angel", "Hold Me Tonight", "As Trains Go By")

Produktion
- Jørun Bøgeberg – musikproducent, ljudtekniker, ljudmix
- Ulf Holand – ljudtekniker
- Morten Skancke – ljudtekniker
- Mikkel Schille – ljudtekniker
- Truls Birkeland – ljudtekniker, ljudmix
- Bernt Austad – ljudtekniker
- Vidar Lunden – ljudtekniker
- Fred Danielsen – tekniker
- Magne Furuholmen – omslagskonst
- McHegge – omslagsdesign
- Millimeterpress – omslagsdesign
- Alf Börjesson – foto